# Авл Цецина Алієн
Авл Цеци́на Аліє́н (лат. Aulus Caecina Alienus; 40 — 79) — політичний та військовий діяч ранньої Римської імперії, консул-суффект 69 року.

## Життєпис
Походив з міста Віцетія (сучасна Віченца) із заможної родини. Про батьків немає відомостей. У 68 році став квестором імператора у провінції Бетіка. За часів імператора Гальби був відсторонений від служби за розкрадання державного майна. У 69 році став легатом III Македонського легіона. На цій посаді допомагав Авлу Вітеллію почати боротьбу за владу. Він переміг гельветів, які були прихильниками імператора Отона. Незабаром вдерся до північної Італії. Тут біля Кремони зазнав поразки від Светонія. 
Після цього з'єднався з Фабієм Валентом й завдав рішучої поразки армії Отона при Бедріакі. У Лугдунумі зустрів Вітеллія, який добре винагородив Цецину. Цього року став консулом-суффектом (разом з Фабієм Валентом). З початком війни з Веспасіаном був призначений вести війну проти нього, але замість цього Цецина почав агітацію на користь Веспасіана. За це був закутий у кайдани та кинутий до в'язниці. Після перемоги Веспасіана отримав волю. У 79 році невдоволений Веспасіаном Цецина організував змову разом з Епрієм Марцеллом, але змову було викрито. Син імператора Веспасіана Тит Флавій, який перехопив збурювального листа Цецини до військ, запросив Цецину до обіду та наказав своїм людям вбити Цецину, як тільки він вийде з обідньої зали, що й було зроблено. 